# Match Point (Roberto Magris)
| Recensione             | Giudizio |
| ---------------------- | -------- |
| Los Angeles Jazz Scene | /        |
| Jazz Hot               | /        |
| Aoide Magazine         | /        |
| Concerto               |          |
| Coleurs Jazz           | /        |
| Jersey Jazz Magazine   | /        |
| All About Jazz         |          |
| Jazz World Quest       | /        |
| Jazz’ Halo             | /        |

Match Point è il ventesimo album in studio registrato negli Stati Uniti da Roberto Magris per la casa discografica JMood di Kansas City ed è stato pubblicato nel 2021. È un disco di genere Latin jazz e Straight ahead jazz, registrato a Miami nel 2018 assieme al vibrafonista e percussionista cubano Alfredo Chacon.

## Tracce
1. Yours Is The Light – 10:37 (Richard Kermode)
2. Search For Peace – 15:00 (McCoy Tyner)
3. The Insider – 9:15 (Roberto Magris)
4. Samba For Jade – 10:52 (Roberto Magris)
5. The Magic Blues – 11:04 (Roberto Magris)
6. Reflections – 4:13 (Thelonious Monk)
7. Caban Bamboo Highlife – 7:02 (Randy Weston)
8. Match Point – 7:09 (Roberto Magris)

## Musicisti
- Roberto Magris – pianoforte
- Alfredo Chacon – vibrafono e congas
- Dion Kerr – contrabbasso
- Rodolfo Zuniga - batteria